# Maceo Parker

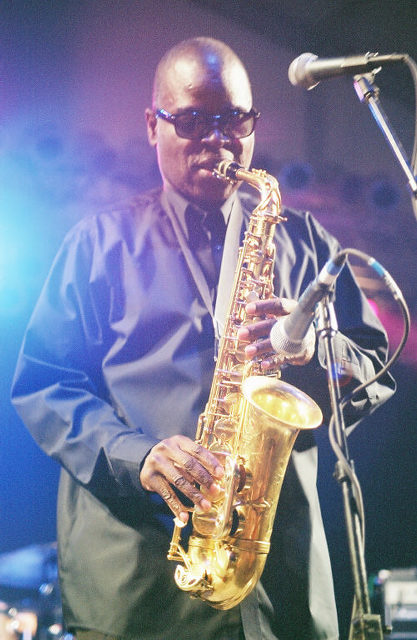
Maceo Parker 2002 auf dem Bonnaroo Music Festival in Manchester, Tennessee

Maceo Parker (Aussprache [ˈmeɪsiːoʊ]) (* 14. Februar 1943 in Kinston, North Carolina) ist ein einflussreicher amerikanischer Funkmusiker. Er singt und spielt Altsaxophon und Querflöte.

## Leben und Wirken
Maceo Parker wird in eine musikalische Familie hineingeboren. Sein Vater spielt Schlagzeug und Piano, die Eltern singen im Gospelchor und alle drei Brüder spielen ein Instrument. Melvin spielt Schlagzeug, Kellis Posaune und Maceo beginnt mit acht Jahren das Altsaxophon zu spielen. Die Brüder gründen, angeregt durch den ebenfalls musikalischen Onkel, der in der Band „Bobby Butler and The Blue Notes“ mitspielt, die Band „Junior Blue Notes“ und treten bei Konzerten der Band des Onkels zwischen den Sets auf. Nach dem Studium an der University of North Carolina bekommt Parker 1964 dank seines Bruders Melvin ein Engagement in der Bläserabteilung von James Brown – zunächst als Baritonsaxophonist, dann als Tenorsaxophonist, später stieg er auf Altsaxophon um. Für Brown wird es sich als ein Glücksgriff herausstellen, denn der hart arbeitende Parker prägte den rhythmusorientierten Funkstil von Brown wesentlich mit. Hits aus dieser Zeit wie „Papa’s Got a Brand New Bag“ und „Cold Sweat“ gehen auch auf Maceo Parker zurück. Parker hat zu diesem Zeitpunkt seinen unverwechselbaren Stil bereits gefunden: Er bläst sein Saxophon äußerst präzise mit viel Attack und Rhythmus an, dass es oft mit einem Perkussionsinstrument verglichen wird. Sechs Jahre bleibt er bei James Brown, bis sich die Band mit dem Star überwirft.
In den 1970er-Jahren bildete Parker mit den Horny Horns, später JB Horns (Fred Wesley, Rick Gardner, Richard „Kush“ Griffith) die Bläser-Sektion für die P-Funk-Projekte von George Clinton (Parliament, Parlet und anderen) sowie für Bootsy Collins, mit denen er auch Platten aufnimmt. 1973 bis 1975 spielt er wieder mit James Brown, dem er sich auch 1984 bis zur Inhaftierung Browns 1988 wieder anschließt.
Später folgt eine lange Ära mit Pee Wee Ellis und Fred Wesley. 1990 wird das Solo-Album Roots Revisited unter deutscher Produktion ein Riesenerfolg. Die Platte steht zehn Wochen auf Platz eins der Billboard Jazz Charts. Es folgen weitere Veröffentlichung wie Mo' Roots und die Live-CD Life On Planet Groove. 1995 erschien der Dokumentarfilm My First Name is Maceo, zu dem er nicht nur selber den Soundtrack beisteuerte, sondern extra drei Jam-Sessions im Kulturzentrum Fabrik in Altona gab, bei denen auch George Clinton vorbeischaute.

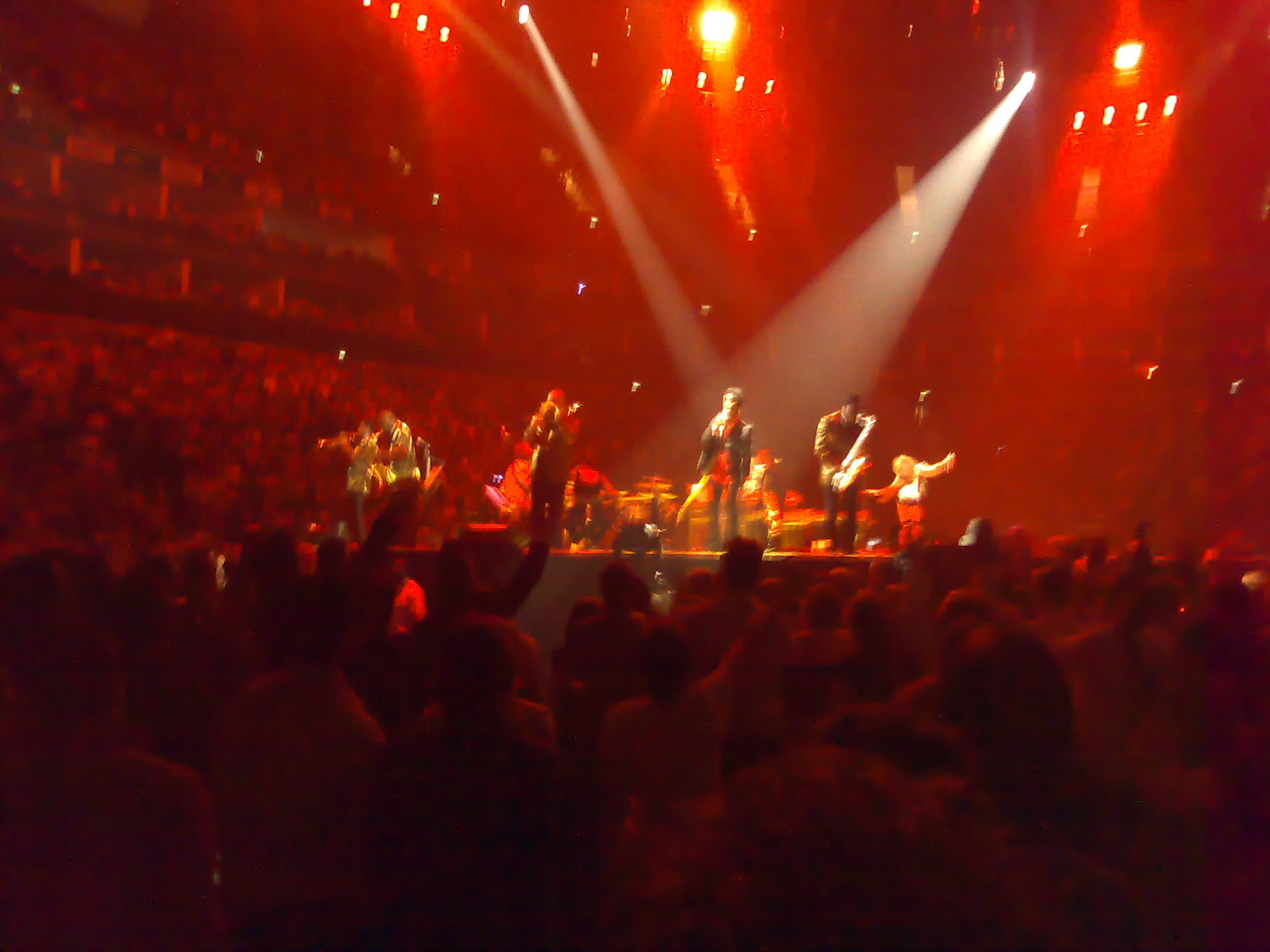
Maceo Parker mit Prince in der The-O2-Arena während der „21 Nights in London: The Earth-Tour“, 2007

Über zehn Jahre spielte er sehr erfolgreich – unter anderem mit Bruno Speight (git), Larry Goldings (org), Will Boulware (org), Jamal Thomas (dr), Rodney Jones (git), Jerry Preston (bs) – mit seinen Bläserkollegen Pee Wee Ellis (sax) und Fred Wesley (tr). Ende der 1990er-Jahre trennten sich Pee Wee Ellis und Fred Wesley von Maceo Parker, der daraufhin mit Ron Tooley, Greg Boyer und Vincent Henry eine neue Bläsersektion zusammenstellte. Auch bei vielen Musikerkollegen genießt Maceo Parker hohes Ansehen und so gibt er zwischendurch den Gast bei jüngeren Musikern, wie z. B. bei Produktionen von Prince, De La Soul, den Red Hot Chili Peppers oder Deee-Lite. Dabei ist er aber auch offen für ein breites Spektrum an Einflüssen heutiger Musikstile; so zum Beispiel in der Zusammenarbeit mit seinem Sohn Corey Parker, der auf den letzten Alben zu Maceos Funk rappt. 2003 spielte er auf seinem Album „Made By Maceo“ nicht nur Saxophon, sondern sang auch. Die Konzerte von Maceo Parker dauern oft mehr als drei Stunden. Er gibt etwa 200 Konzerte im Jahr und zählt damit zu den meist beschäftigten Musikern weltweit.
Anfang 2007 arbeitete Parker mit der WDR-Bigband zusammen. Gemeinsam mit dem Schlagzeuger Dennis Chambers erarbeiteten sie ein Programm mit Stücken von Ray Charles und Stücken aus dem eigenen Repertoire des Saxophonisten und Sängers. Diese erste Zusammenarbeit wurde später unter dem Namen Roots & Grooves als Doppel-CD veröffentlicht. 2012 kam es erneut zu einer Zusammenarbeit zwischen Parker und der Bigband des WDR. Diesmal wurde eine CD mit Liedern aus der Ära des Soul eingespielt und als Soul Classics veröffentlicht.
Parker beschreibt seine Musik mit dem bekannt gewordenen Satz: “Two Percent Jazz and 98 Percent Funky Stuff!” Seine Autobiographie veröffentlichte er 2013 unter dem Titel 98% Funky Stuff: My Life in Music.
Er spielt ein Selmer Mark VI Altsaxophon mit einem #3 Brilhart Ebolin Mundstück und Blätter von Vandoren (Java Stärke 3,5).

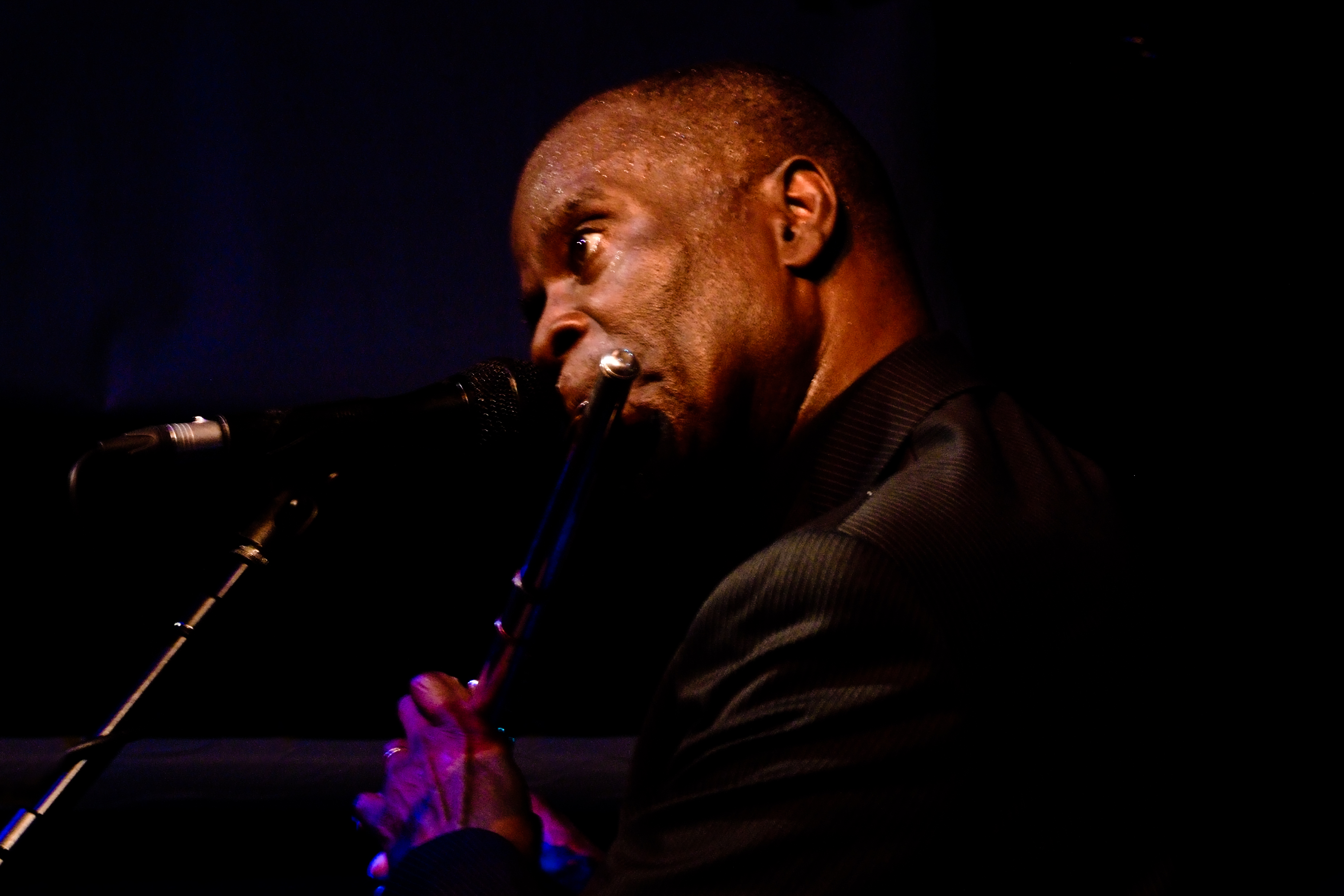
Maceo Parker spielt Querflöte in The Jazz Cafe, London, 2009

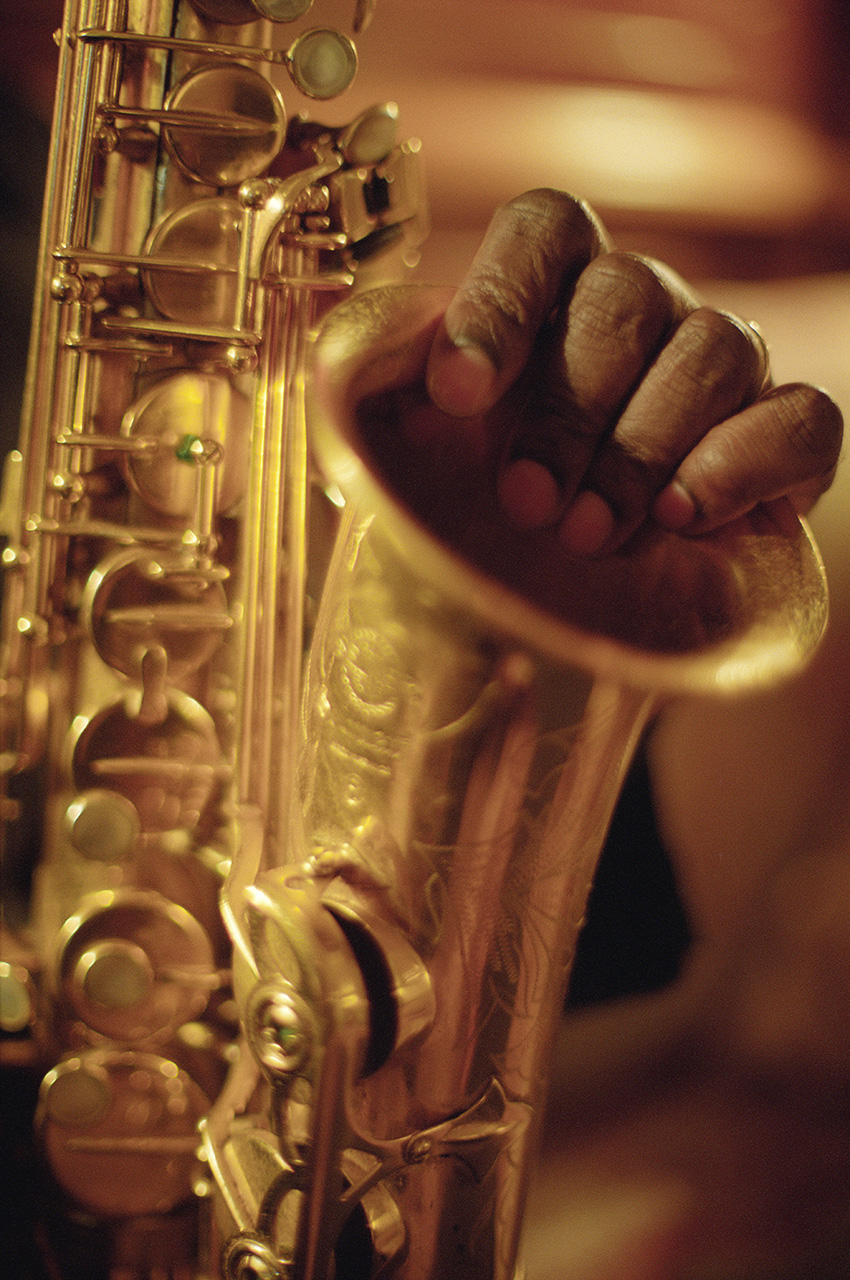
Hamburg/Germany 2000

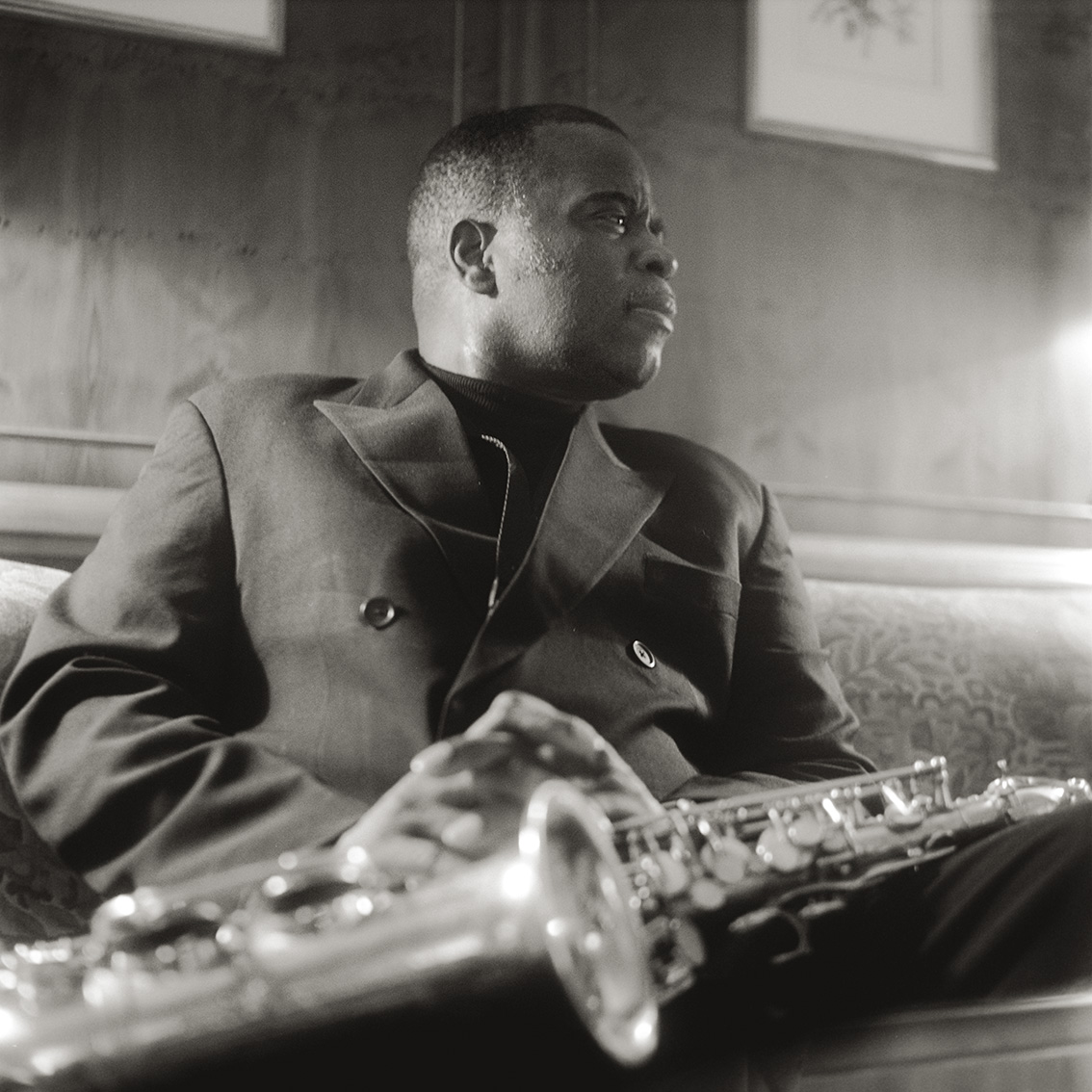
Hamburg/Germany 2000

## Diskografie (Alben unter eigenem Namen)
- 1970: Doing Their Own Thing
- 1974: Us
- 1975: Funky Music Machine
- 1989: For All the King’s Men
- 1990: Roots Revisited
- 1991: Mo’ Roots
- 1992: Life on Planet Groove
- 1993: Southern Exposure
- 1993: Maceo – Soundtrack
- 1998: FunkOverload
- 2000: Dial: M-A-C-E-O
- 2003: Made by Maceo
- 2004: My First Name Is Maceo (Wiederveröffentlichung von Maceo – Soundtrack)
- 2005: School’s In! (DE: Gold (German Jazz Award))
- 2007: Roots & Grooves
- 2012: Soul Classics
- 2015: Roots Revisited the Bremen Concert
- 2018: It’s All About Love (zusammen mit Michael Abene & WDR Big Band Köln)
- 2018: Life On Planet Groove – Revisited
- 2020: Soul Food – Cooking with Maceo

## Gastmusiker auf Prince-Alben
- 1999: Rave Un2 the Joy Fantastic
- 2001: Rave In2 the Joy Fantastic
- 2002: One Nite Alone … Live!
- 2003: C-Note
- 2004: Musicology
- 2006: 3121
- 2007: Planet Earth
- 2008: Indigo Nights
- 2009: Lotusflow3r
- 2010: 20Ten

## Filmografie
- 1995: My First Name is Maceo – Dokumentarfilm von Markus Gruber
- 2004: Gegen die Wand – Kurzauftritt als Saxofonist in der Fabrik im Film von Fatih Akin